# 云龙水库 (禄劝)
云龙水库是云南省昆明市禄劝彝族苗族自治县云龙乡、撒营盘镇境内的一座大（二）型水库，位于金沙江支流掌鸠河中上游，是昆明的主要饮用水水源地，承担昆明市约70%的供水。作为昆明掌鸠河引水供水工程的水源工程，云龙水库于1999年12月19日开工，2004年3月1日下闸蓄水，2007年3月25日开始供水。云龙水库正常库容3.97亿立方米，最大库容4.84亿立方米，死库容1,760万立方米，正常蓄水位2,089.67米，水域面积20.66平方千米。大坝为黏土心墙堆石坝，坝高77.33米，坝顶高程2,095.00米，坝顶长249.50米、宽10米。流域总面积为746.09平方千米，位于禄劝县和楚雄州武定县两县境内。